# 요엘서

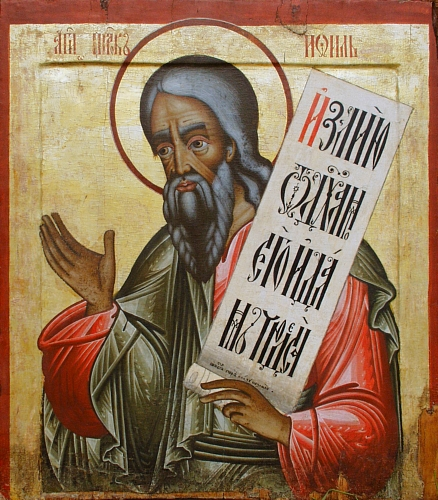
18세기 러시아에서 그려진 요엘의 이콘

요엘서는 요엘이 작성했다고 전해지는 구약성경의 한 책으로, 소예언서로 분류된다. 타나크 판본 등에서는 총 4개의 장으로, 불가타 등의 판본들에서는 총 3개의 장으로 나누었다.

## 저자
본서의 저자가 브두엘의 아들 '요엘'(1:1)이라는 사실은 전통적으로 인정되어 왔다. 그러나 요엘에 대해서는 그 자신과 아버지의 이름 외에 알려진 것이 없다. 다만 그의 부친의 이름인 '브두엘'의 뜻이 '하나님의 성실'이며 '요엘' 자신의 이름 뜻이 '여호와는 하나님이시다'인 점에서 그가 경건한 가문 출신일 것으로 추측할 수 있다. 어떤 전승은 그가 전제와 소제에 대하여 자주 언급한 점을 근거로 그의 부친이 제사장이었다고 전하기도 한다(1:9, 13, 14). 그리고 그가 본서에서 시온과 예루살렘에 대한 언급을 자주 하는 것으로 보아(2:15-17, 23, 32 ; 3:1, 5, 6, 16, 17, 20, 21) 예루살렘에서 그리 멀지 않은 곳에 거주하며 예루살렘을 중심으로 활동하였을 것으로 추측한다.
정리하자면 다음과 같다.
1. 선지자 요엘에 대해서는 그 자신이 1:1에서 소개한 내용외에 더 알려진 것이 없다.
2. 요엘이란 이름이 성경에 제일 먼저 언급되기는 사무엘의 아들로서 (삼상8:2)그 이름은 "주님은 나의 하나님이다."라는 의미를 갖는다.
3. 정확한 연대 추정은 어렵다.

## 내용

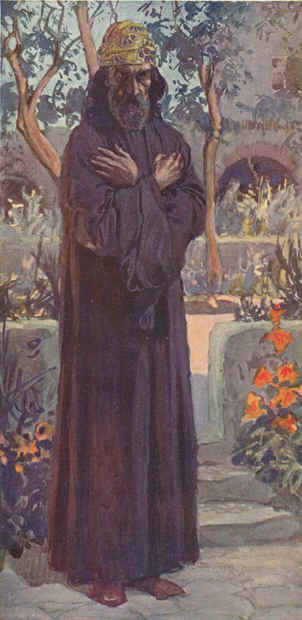
제임스 티소가 그린 요엘

요엘이 브두엘의 아들이라는 짤막한 소개 후로 책의 내용이 본격적으로 시작된다. 나머지 부분은 크게 세 부분으로 나눌 수 있다.
첫째 부분은 1:1에서 2:17까지의 내용인 메뚜기 재앙과 심각한 가뭄에 대한 애가이다. 그 당시는 가뭄, 메뚜기 재앙등이 몹시 심했다. 비록 모세(신 28:38~39)와 솔로몬(왕상8:37)이 이러한 재앙은 하나님의 징계의 일종이라는 것을 말했지만 이 경우에 있어 백성들은 이것이 징계임을 깨닫지 못했다. 요엘은 백성들의 영적 생활의 슬픈 현실을 지적하고 그것이 재앙이 되었음과 하나님께로 돌아오는 필수적인 단계로서의 국가적인 회개를 역설했다. 따라서 요엘은 국가적인 재앙에 따라 서민의 생활뿐 아니라 성전에 바칠 곡식들도 부족함을 들어 탄식할 것을 주문하고(1:1–20), 메뚜기 재앙이 곧 다가올 하나님의 군대에 대한 비유임을 밝히고(2:1–11), 하나님의 심판이 다가왔으니 회심할 것을 촉구한다(2:12–17).
둘째 부분은 2:18-32 또는 2:18-3:5의 내용인 축복에 대한 약속이다. 요엘은 민족적 회개의 보상으로 메뚜기는 떠나가고 농업은 회복될 것이라 예언하고(2:18–27), 하나님의 백성들에게 선물이 준비되어있으며 앞으로 다가올 재앙에서 안전이 보장될 것이라 한다(2:28–32 또는 3:1–5).
마지막으로 요엘은 유다 왕국의 적인 불레셋인, 에돔, 이집트에게 심판이 임할 것임을 밝힌다.

## 제목
저자의 이름을 그대로 사용한 히브리어 표제명 '요엘'은 그 뜻이 '여호와는 하나님이시다'이다. 또한 구약 헬라어 역본인 70인역(LXX)에서도 히브리어 표제를 그대로 음역한 '요엘'을 표제로 사용하였으며, 이러한 전통에 따라 영어 성경들과 한글 개역 성경의 표제명도 '요엘'로 쓰고 있다. 이러한 표제의 뜻은 역사 속에서의 하나님의 주권적인 섭리를 강조하는 본서의 내용과도 잘 부합된다.

## 기록 연대
본서가 자체적으로 어떤 시대를 암시하지는 않는다. 따라서 요엘서의 시대를 추정하는데에는 여러 가지 학설들이 존재한다. 대표적인 몇몇 학설을 소개하자면 다음과 같다.
- 기원전 9세기, 요아스의 통치기라는 설. 19세기에 주로 제기된 학설이다.
- 기원전 8세기 초, 우찌야의 통치기라는 설. 이 설에 의하면 호세아, 아모스, 요나와 동시대 인물이다.[2]
- 기원전 630년~587년 경, 멸망 직전의 유다 왕국이라는 설. 이 설에 의하면 예레미야, 에제키엘, 하바꾹과 동시대 인물이다.
- 기원전 520년~500년 경, 바빌론 유수에서 귀환하는 시기라는 설. 이 설에 의하면 즈가리야, 하깨와 동시대 인물이다.
- 기원전 400년 경, 페르시아 제국 통치기라는 설. 이 설에 의하면 느헤미야의 종교개혁 이후에 작성되었다.

장 칼뱅의 경우 요엘서의 연대를 특정하는 문제는 별로 중요하지 않다고 여겼다.
요엘서 1장과 2장은 사해 문서의 4Q78, 4Q82로 발견되었다.

## 특징
1. 메뚜기 재앙에 대한 기록.
2. 성령을 모든 육체에 부어 주실 것을 최초로 암시(2:28~29)
3. 예언의 계속성-요엘 선지자 당시부터 세상 끝날 때까지 이르는 광대한 예언의 범위
4. 문체의 스타일은 아주 순수하고 부드러우며 물 흐르는 듯 하면서도 힘이 있고 유연하다.

## 중심어구 및 메시지
1. 중심어구: "여호와께 부르짖을 지어다“ 회개를 촉구하는 요엘서의 중심이 되는 어구이다.
2. 메시지: 요엘은 "신앙부흥의 선지자"라고 불려왔다. 그는 모든 진정한 부흥의 기초로써 진실한 회개를 지적하고 있으며 이것을 위해 노력했던 것이다.

## 신약 성경으로의 인용 및 유사 비유
| 2:28-32(3:1-5)              | 사도행전 2:17-21                                                         |
| 2:31(3:4), 2:10, 3:15(4:15) | 마태복음 24:29, 마가복음 13:24, （누가복음 21:25）, 요한묵시록 6:12, 9:2 |
| 2:32(3:5)                   | 로마서 10:13                                                             |
| 3:13(4:13)                  | 요한계시록 14:18                                                         |

## 같이 보기
- 유대교
- 기독교